# Friedrich von Hassel

Friedrich Hassel als Oberst und Regimentskommandeur (1883)

Friedrich Julius Hassel, seit 1887 von Hassel, (* 11. Oktober 1833 in Hamm; † 14. Oktober 1890 in Ilsenburg) war ein preußischer Generalleutnant.

## Leben

### Herkunft
Friedrich Julius war der Sohn des Juristen Heinrich Wilhelm Hassel († 1864) und seiner Frau Marianne Friederike, geborene von Rappard († 1875). Sein Vater arbeitete als Geheimer Justiz- und Gerichtsrat am Oberlandesgericht Hamm.

### Militärkarriere

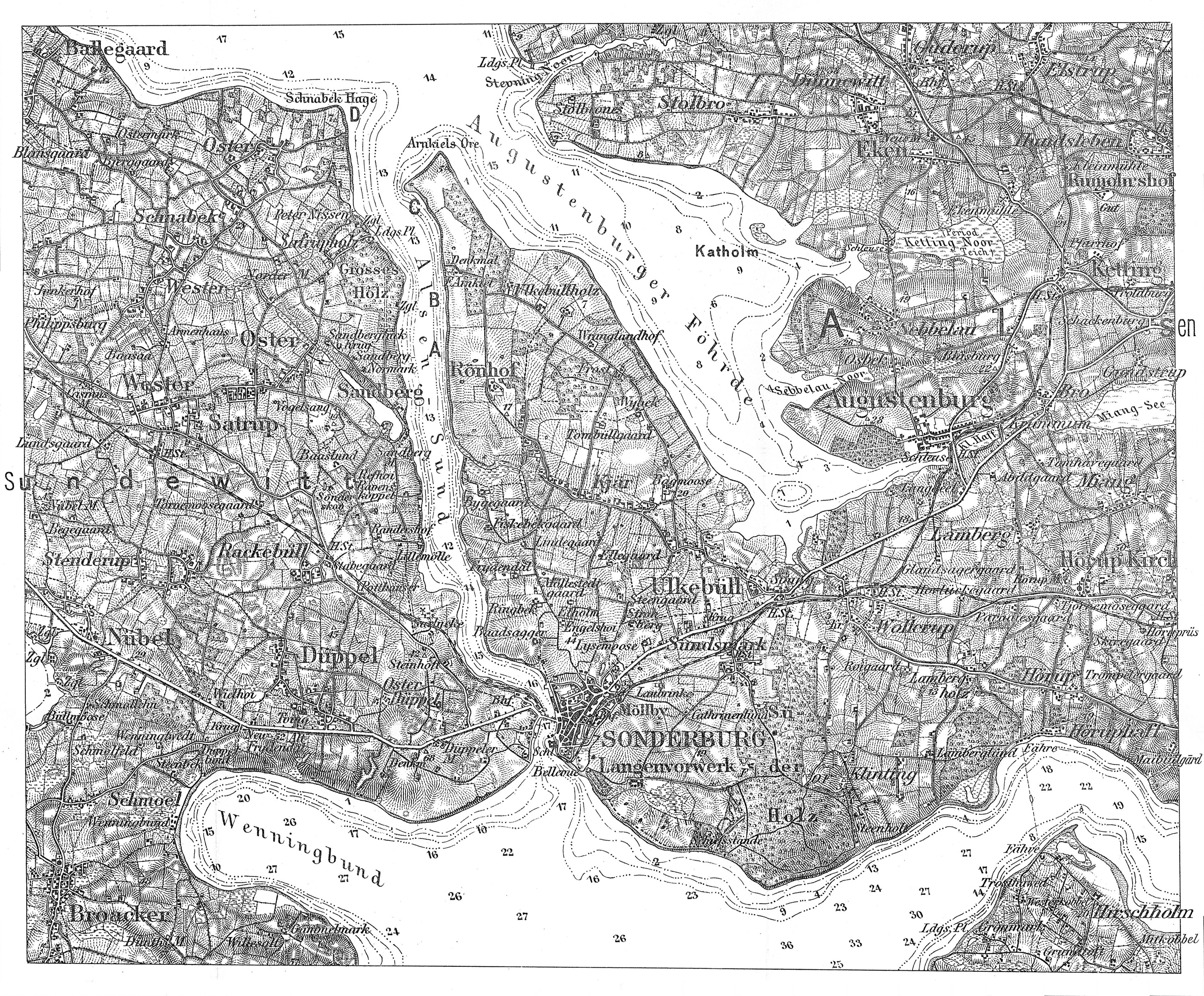
Übergang nach Alsen

Hassel besuchte das Gymnasium Hammonense, an dem er 1853 seine Abiturprüfung bestand. Im Oktober desselben Jahres wurde Hassel Musketier im II. Bataillon des 15. Infanterie-Regiments (Prinz Friedrich der Niederlande) der Preußischen Armee in Wesel. 1855 wurde er zum Sekondeleutnant befördert und infolge günstiger Beurteilung von 1858/61 an die Kriegsakademie in Berlin kommandiert. Nach weiteren Kommandierungen, unter anderem in Halberstadt und Erfurt, erhielt Hassel Mitte Januar 1863 sein Patent als Premierleutnant und wurde in das Füsilier-Bataillon des 2. Westfälischen Infanterie-Regiments Nr. 15 nach Bielefeld versetzt. Das Regiment kämpfte im Deutsch-Dänischen Krieg, wobei sich Hassel am 17. April 1864 durch ein Husarenstück hervortat: Zusammen mit einem Hauptmann von Hoffmüller überquerte seine Einheit per Boot den Alsensund, machte dänische Kanonen auf der Insel Alsen unbrauchbar und kehrte unter Mitnahme von Material und Munition unversehrt zurück. Hassel wurde hierfür am folgenden Tag mit dem Roten Adlerorden IV. Klasse mit Schwertern ausgezeichnet. Die Tat wurde später durch ein Boot im Familienwappen derer von Hassel symbolisiert.
Im Deutschen Krieg nahm Hassel bei der Elbarmee am Gefecht bei Hühnerwasser sowie der Schlacht bei Münchengrätz teil. Hassel wurde am 28. Juli 1866 zum Hauptmann befördert und mit dem Kronenorden IV. Klasse mit Schwertern ausgezeichnet. Im März 1870 wurde Hassel als Kompaniechef in das Brandenburgische Füsilier-Regiment Nr. 35 versetzt. Mit der Mobilmachung anlässlich des Krieges gegen Frankreich kam er in den Generalstab der 16. Division. In dieser Stellung nahm Hassel an den Schlachten bei Spichern, Vionville, Gravelotte, Amiens, an der Hallue und bei Saint-Quentin sowie der Belagerung von Metz teil. Zwischenzeitlich am 22. Dezember 1870 zum Major befördert und für seine Leistungen mit beiden Klassen des Eisernen Kreuzes ausgezeichnet, wurde Hassel nach dem Friedensschluss am 16. April 1872 in den Generalstab des VIII. Armee-Korps versetzt.
Als Oberstleutnant kommandierte man Hassel im Februar 1877 zur Vertretung des Chefs des Generalstabes des I. Armee-Korps nach Königsberg ab. Aufgrund einer schweren Erkrankung wurde er Mitte Oktober 1878 dem Generalstab der Armee aggregiert und nach seiner Gesundung unter Stellung à la suite des Generalstabes als Abteilungschef im Nebenetat und als Lehrer an der Kriegsakademie verwendet. 1881 wurde Hassel Chef der 1. Abteilung des Großen Generalstabes und wurde zum Oberst befördert. Seine Abteilung befasste sich mit der strategischen Aufklärung bezüglich des russischen Militärsystems. Am 23. September 1883 kehrte er als Kommandeur des Magdeburgischen Füsilier-Regiments Nr. 36 in den Truppendienst zurück, bevor er am 25. April 1885 zur Vertretung des Chefs des Generalstabes des IV. Armee-Korps kommandiert wurde. Mit dem Rang und den Gebührnissen eines Brigadekommandeurs wurde Hassel am 24. Juni 1885 zum Chef dieses Generalstabes ernannt und am 4. Dezember 1886 zum Generalmajor befördert. Für seine langjährigen Verdienste erhob Kaiser Wilhelm I. ihn am 22. März 1887 in den erblichen preußischen Adelsstand. Vom 16. Mai 1888 bis zum 21. März 1889 kommandierte Hassel die 15. Infanterie-Brigade in Erfurt, um anschließend mit der Beförderung zum Generalleutnant die 6. Division in Brandenburg an der Havel zu übernehmen. Krankheitsbedingt wurde Hassel am 12. August 1890 unter Verleihung des Kronenordens I. Klasse mit Schwertern mit der gesetzlichen Pension zur Disposition gestellt.
Er verstarb kurz darauf in einem Sanatorium im Harz.

### Familie
Hassel hatte sich am 11. November 1866 in Rendsburg mit Elise Helene Christiane Thormann (1846–1896) verheiratet. Aus der Ehe gingen drei Kinder hervor:
- Theodor Emil Ferdinand (* 27. Juli 1867 in Trier; † 10. März 1915 bei Neuve-Chapelle), zuletzt preußischer Oberstleutnant und Kommandeur des Infanterie-Regiments „Freiherr von Sparr“ (3. Westfälisches) Nr. 16
- Theodor Berthold Paul (1868–1935), Vater des späteren Politikers und deutschen Verteidigungsministers Kai-Uwe von Hassel (1913–1997)
- Magdalene (* 5. Juni 1872 in Trier; † 30. Oktober 1942 in Potsdam), heiratete den preußischen Politiker und Gutsbesitzer Franz Adolf von Gordon (1865–1942)